# Holger Meins

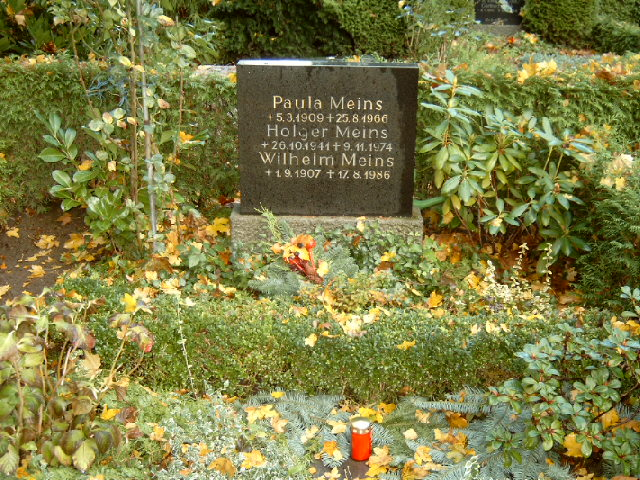
Grafsteen van Holger Meins

Holger Klaus Meins (Hamburg, 26 oktober 1941 – Wittlich, 9 november 1974) was een West-Duitse extremist. Hij was lid van de links-radicale stadsguerrillagroep Rote Armee Fraktion (RAF), in het begin weleens de Baader-Meinhof Groep genoemd.
Holger Meins begon als student beeldende kunsten, later cinematografie. Hij maakte aanvankelijk verschillende documentaires waaruit bleek hoe diep men in de sociale realiteit van de BRD had gekeken. Zo is Oskar Langenfeld een film in de stijl van de direct cinema over een dakloze tbc-patiënt in de Berlijnse wijk Kreuzberg. In 1968 maakte Meins anoniem een documentaire Wie baue ich einen Molotow-Cocktail? Ook leefde hij een tijdlang in het collectief Kommune I en werkte hij mee aan het tijdschrift Agit 883. In oktober 1970 werd Meins lid van de RAF. Hij gebruikte de schuilnaam Rolf, en later Starbuck, naar de stuurman uit Moby-Dick.
Op 1 juni 1972 gingen Meins, Andreas Baader en Jan-Carl Raspe naar een garage in Frankfurt am Main waar zij materiaal hadden liggen voor het fabriceren van bommen. De politie had een tip gekregen en wachtte de mannen in een hinderlaag op. Er volgde een schietpartij waarbij Baader door een sluipschutter van de politie in zijn heup werd geschoten. Nadat zij hun munitie hadden verschoten, werden zij aangehouden. Op het politiebureau werd Meins ernstig mishandeld.
In de gevangenis hielden RAF-gevangenen meerdere hongerstakingen waaraan ook Meins deelnam. De derde werd Meins fataal. Ondanks de strenge dwangvoeding stierf hij op 9 november 1974 in de gevangenis van Wittlich als gevolg van zijn 58 dagen durende hongerstaking. Bij zijn dood woog de 1,83 meter lange Meins nog maar 39 kg. De detentieomstandigheden van de groep, en de dood van Meins als een gevolg daarvan, waren aanleiding voor de Franse schrijver Jean-Paul Sartre om Baader in de Stammheim-gevangenis op 4 december 1974 een bezoek te brengen.
De dood van Meins leidde tot een polarisering in de West-Duitse bevolking, en tot anti-Duitse protestdemonstraties in geheel Europa. In 1975 voerden enkele RAF-leden - het Kommando Holger Meins - een gijzelingsactie uit in de West-Duitse ambassade in Stockholm. Bij deze actie werden twee ambassadeurs omgebracht. Twee gijzelnemers kwamen om toen een door hen geplaatst, maar niet ontstoken, explosief ontplofte.

## Media
- De beroemde film van Jean-Marie Straub en Danièle Huillet, Moses und Aron (1974), is opgedragen aan Holger Meins.
- In 2002 kwam een documentaire over Meins uit, Starbuck Holger Meins, van Gerd Conradt.

## Uitspraken
- Guerrilla betekent, zich door het systeem niet te laten ontmoedigen. Zonder vrees de strijd uit te houden. Een tussenweg bestaat niet. Ofwel maak je deel uit van het probleem ofwel ben je een deel van de oplossing. Zo simpel - en toch zo moeilijk.